# Sibundoy
Sibundoy es un municipio colombiano ubicado en el departamento de Putumayo. Se sitúa en el valle de Sibundoy.

## Historia
Parte del territorio Kamëntsa fue conquistado por el Inca Huayna Cápac en 1492, que tras atravesar el territorio Cofán, estableció en el valle de Sibundoy una población quechua, que hoy se conoce como Ingas. Tras la derrota de los incas en 1533, la región fue visitada en 1535 por Juan de Ampudia y Pedro de Añasco, capitanes de Belalcázar, y visitada después en 1542 por Pedro de Molina, Alonso del Valle y Hernando de Cepeda, y más adelante por Hernán Pérez de Quesada. La región fue administrada desde 1547 por sucesivas misiones católicas. 
La historia del municipio de Sibundoy, data de tiempos inmemorables y todo indica que la comunidad siempre ha estado radicada en esta región según las narraciones de los ancianos, el valle de Sibundoy, antiguamente (lo que es hoy la parte plana) era un lago y la comunidad se radicaba en las cabeceras sobre la parte norte. Los primeros registros de Sibundoy en la historia se remontan al año de 1535 cuando fue descubierto por los capitanes españoles Hernando Cepeda, Juan de Ampudia y Pedro de Añasco, según sus recuentos sobre las correrías en esta región relatan que pasaban las noches saciando su hambre en casas bien provistas de maíz y otros alimentos. El padre José Restrepo López, geógrafo e historiador señala como fecha más probable de descubrimiento el 15 de febrero de 1535. Durante el período 1531 - 1535 lo denominaron Las Casas. Posteriormente fue rebautizado por los capuchinos con el nombre de San Pablo de Sibundoy en honor al patrono de la parroquia de Sibundoy
En 1965 por el problema de tierras entre indígenas y colonos hace presencia el INCORA, para dar inicio a la Reforma Agraria, en 1970 se da paso de Comisaría a Intendencia incrementando su presupuesto por concepto de regalías, en el año de 1982 Sibundoy fue elevado a la categoría de Municipio, aunque inició su vida administrativa en 1983.

## División Político-Administrativa
Además de su Cabecera municipal. Sibundoy tiene bajo su jurisdicción los siguientes Centros poblados:
- Las Cochas
- Sagrado Corazón de Jesús
- Villa Flor

## Geografía

### Descripción física
El municipio de Sibundoy se encuentra localizado aproximadamente a 80 km al occidente de la capital putumayense, sobre territorios quebrados cuyo relieve pertenece a la vertiente oriental de la cordillera de los Andes que en esta región alcanza su mayor altura en el cerro Juanoy, con cerca de 3.630 metros sobre el nivel del mar. Por la conformación topográfica de la jurisdicción, ella ofrece los pisos térmicos medio, frío y páramo, siendo el predominante el frío en el Valle de Sibundoy. Sus tierras están bañadas por las aguas de numerosas quebradas y corrientes menores su principal río en el Valle es el putumayo.

### Clima
Al estar ubicado en el valle homónimo a una altitud promedio de 2100 m. s. n. m posee una temperatura promedio de 15,5 grados Celsius. También posee una precipitación de 1741 milímetros anuales de lluvia, siendo julio el mes más húmedo y enero el mes más seco. Presenta un promedio de 885 horas de sol anuales, esto debido a la constante formación de nubes orográficas procedentes de los vientos húmedos de la selva amazónica, lo cual mantiene un clima nublado la mayor parte del año.
| Parámetros climáticos promedio de Sibundoy, Putumayo, Colombia               | Parámetros climáticos promedio de Sibundoy, Putumayo, Colombia | Parámetros climáticos promedio de Sibundoy, Putumayo, Colombia | Parámetros climáticos promedio de Sibundoy, Putumayo, Colombia | Parámetros climáticos promedio de Sibundoy, Putumayo, Colombia | Parámetros climáticos promedio de Sibundoy, Putumayo, Colombia | Parámetros climáticos promedio de Sibundoy, Putumayo, Colombia | Parámetros climáticos promedio de Sibundoy, Putumayo, Colombia | Parámetros climáticos promedio de Sibundoy, Putumayo, Colombia | Parámetros climáticos promedio de Sibundoy, Putumayo, Colombia | Parámetros climáticos promedio de Sibundoy, Putumayo, Colombia | Parámetros climáticos promedio de Sibundoy, Putumayo, Colombia | Parámetros climáticos promedio de Sibundoy, Putumayo, Colombia | Parámetros climáticos promedio de Sibundoy, Putumayo, Colombia |
| Mes                                                                          | Ene.                                                           | Feb.                                                           | Mar.                                                           | Abr.                                                           | May.                                                           | Jun.                                                           | Jul.                                                           | Ago.                                                           | Sep.                                                           | Oct.                                                           | Nov.                                                           | Dic.                                                           | Anual                                                          |
| ---------------------------------------------------------------------------- | -------------------------------------------------------------- | -------------------------------------------------------------- | -------------------------------------------------------------- | -------------------------------------------------------------- | -------------------------------------------------------------- | -------------------------------------------------------------- | -------------------------------------------------------------- | -------------------------------------------------------------- | -------------------------------------------------------------- | -------------------------------------------------------------- | -------------------------------------------------------------- | -------------------------------------------------------------- | -------------------------------------------------------------- |
| Temp. máx. abs. (°C)                                                         | 33.0                                                           | 29.0                                                           | 29.0                                                           | 26.6                                                           | 30.4                                                           | 26.6                                                           | 30.0                                                           | 24.8                                                           | 25.0                                                           | 29.8                                                           | 32.4                                                           | 26.6                                                           | 33.0                                                           |
| Temp. máx. media (°C)                                                        | 21.0                                                           | 21.1                                                           | 21.2                                                           | 20.6                                                           | 20.3                                                           | 19.5                                                           | 18.5                                                           | 19.0                                                           | 20.2                                                           | 20.9                                                           | 21.7                                                           | 21.5                                                           | 20.5                                                           |
| Temp. media (°C)                                                             | 15.8                                                           | 15.9                                                           | 16.0                                                           | 15.8                                                           | 15.7                                                           | 15.2                                                           | 14.5                                                           | 14.7                                                           | 15.1                                                           | 15.6                                                           | 16.2                                                           | 15.9                                                           | 15.5                                                           |
| Temp. mín. media (°C)                                                        | 10.2                                                           | 10.6                                                           | 10.6                                                           | 11.3                                                           | 11.5                                                           | 11.1                                                           | 10.3                                                           | 10.0                                                           | 9.9                                                            | 10.0                                                           | 10.7                                                           | 10.5                                                           | 10.6                                                           |
| Temp. mín. abs. (°C)                                                         | 0.5                                                            | 2.2                                                            | 0.6                                                            | 1.1                                                            | 0.6                                                            | 1.4                                                            | 1.4                                                            | 1.1                                                            | 2.4                                                            | 2.5                                                            | 0.4                                                            | 2.3                                                            | 0.4                                                            |
| Lluvias (mm)                                                                 | 93                                                             | 117                                                            | 120                                                            | 175                                                            | 217                                                            | 207                                                            | 227                                                            | 154                                                            | 118                                                            | 116                                                            | 100                                                            | 97                                                             | 1741                                                           |
| Días de lluvias (≥ )                                                         | 19                                                             | 18                                                             | 21                                                             | 24                                                             | 26                                                             | 24                                                             | 24                                                             | 22                                                             | 20                                                             | 19                                                             | 18                                                             | 17                                                             | 252                                                            |
| Horas de sol                                                                 | 92                                                             | 67                                                             | 62                                                             | 54                                                             | 67                                                             | 52                                                             | 57                                                             | 64                                                             | 71                                                             | 81                                                             | 103                                                            | 115                                                            | 885                                                            |
| Humedad relativa (%)                                                         | 88                                                             | 87                                                             | 86                                                             | 89                                                             | 88                                                             | 89                                                             | 88                                                             | 87                                                             | 86                                                             | 87                                                             | 86                                                             | 87                                                             | 87.3                                                           |
| Fuente: Instituto de Hidrología, Meteorología y Estudios Ambientales (IDEAM) |                                                                |                                                                |                                                                |                                                                |                                                                |                                                                |                                                                |                                                                |                                                                |                                                                |                                                                |                                                                |                                                                |

### Límites del municipio
Sus límites son:
- Al norte: El páramo "Doña Juana"; departamento de Nariño, municipio de Buesaco y El Tablón.
- Al occidente: el municipio de Colon desde el nacimiento del río San Pedro hasta su desembocadura en el río Putumayo.
- Al oriente: el municipio de San Francisco desde el nacimiento del río San Francisco hasta su desembocadura en el río San Pedro.
- Al Sur: limita con el municipio de Santiago en encuentro de todos los ríos del Valle de Sibundoy en la garganta de Balsayaco. Sistema de Posicionamiento Global N 1°12′25″ - W 76°55'12
- Extensión total: 93 km²
- Extensión área urbana:
- Extensión área rural:
- Altitud de la cabecera municipal (metros sobre el nivel del mar): 2055 m s. n. m., es el promedio general.
- Temperatura media: 16 °C
- Distancia de referencia: el municipio de Sibundoy se encuentra localizado aproximadamente a 80 km al occidente de la capital Putumayense

## Economía
El municipio basa su economía en el sector agropecuario; siendo el comercio uno de los sectores con mayor crecimiento. La economía agraria es para el consumo local en productos agrícolas tradicionales y especies menores y es de tipo comercial para el fríjol, manzana, leche y el ganado.
En la zona también se evidencian cultivos de tomate de árbol, malanga, arracacha, una extensa cantidad de fríjol y de maíz. 

## Biodiversidad
Gracias a esta zona la ciencia se ha nutrido de valiosas plantas medicinales. Entre los etnobotánicos Sibundoy representa una de las regiones más ricas del planeta. En 1941 Richard Evans Schultes halló la mayor concentración de plantas alucinógenas jamás descubierta. En un valle cercano al municipio contó más de mil seiscientos árboles alucinógenos, sólo del género de las solanáceas. Schultes trabajó con los curaderos locales y registró varias flores con las cuales trataban infecciones y fiebre, raíces para matar parásitos, tónicos para curar enfermedades nerviosas y prácticas herbales para curar los dolores del parto. Muchas de ellas han sido descritas por Wade Davis en su libro El río, exploraciones y descubrimientos de en la selva amazónica.

## Telecomunicaciones
- Televisión: Sibundoy cuenta con una estación propia de televisión instalada por RTVC, que irradia la señal de los canales Señal Colombia, Canal Institucional y Canal 1 así como la cobertura  del canal regional Canal trece, para toda la Sub regíon del Alto Putumayo.